# Mansong Mangtsen
Mansong Mangtsen (Wylie: Mang-slon Mang-rtsan) (643-676) wordt in de traditionele lijst van de koningen van Tibet als de vijfendertigste benoemd.

## Historische achtergrond
Mansong Mangtsen was de opvolger en een kleinzoon van Songtsen Gampo (605- 650). Op de leeftijd van vermoedelijk zeven jaar werd hij in 650 koning van het Tibetaanse rijk. Er zijn van deze koning nauwelijks eigen beslissingen, activiteiten en daden bekend. Gedurende  zijn  hele koningschap, ook in de volwassen fase van zijn leven, was hij een marionet in de handen van de leden van de Gar-clan.  Tot 668 was Gar Tongtsen als belangrijkste minister de belangrijkste machtsfactor in het rijk. Na zijn overlijden waren dat zijn drie zoons.
De Tibetaanse annalen zijn de belangrijkste en meest betrouwbare bron voor de studie van de geschiedenis van de periode van het Tibetaanse rijk. In die annalen wordt over al de jaren in  de periode 650 - 676 over Mangson Mangtsen niets anders vermeld dan waar hij jaarlijks in de zomer en de winter verbleef.
Alle politiek en militair relevante daden wordt in de annalen aan Gar Tongtsen  toegeschreven.

## Belangrijke ontwikkelingen tijdens de periode

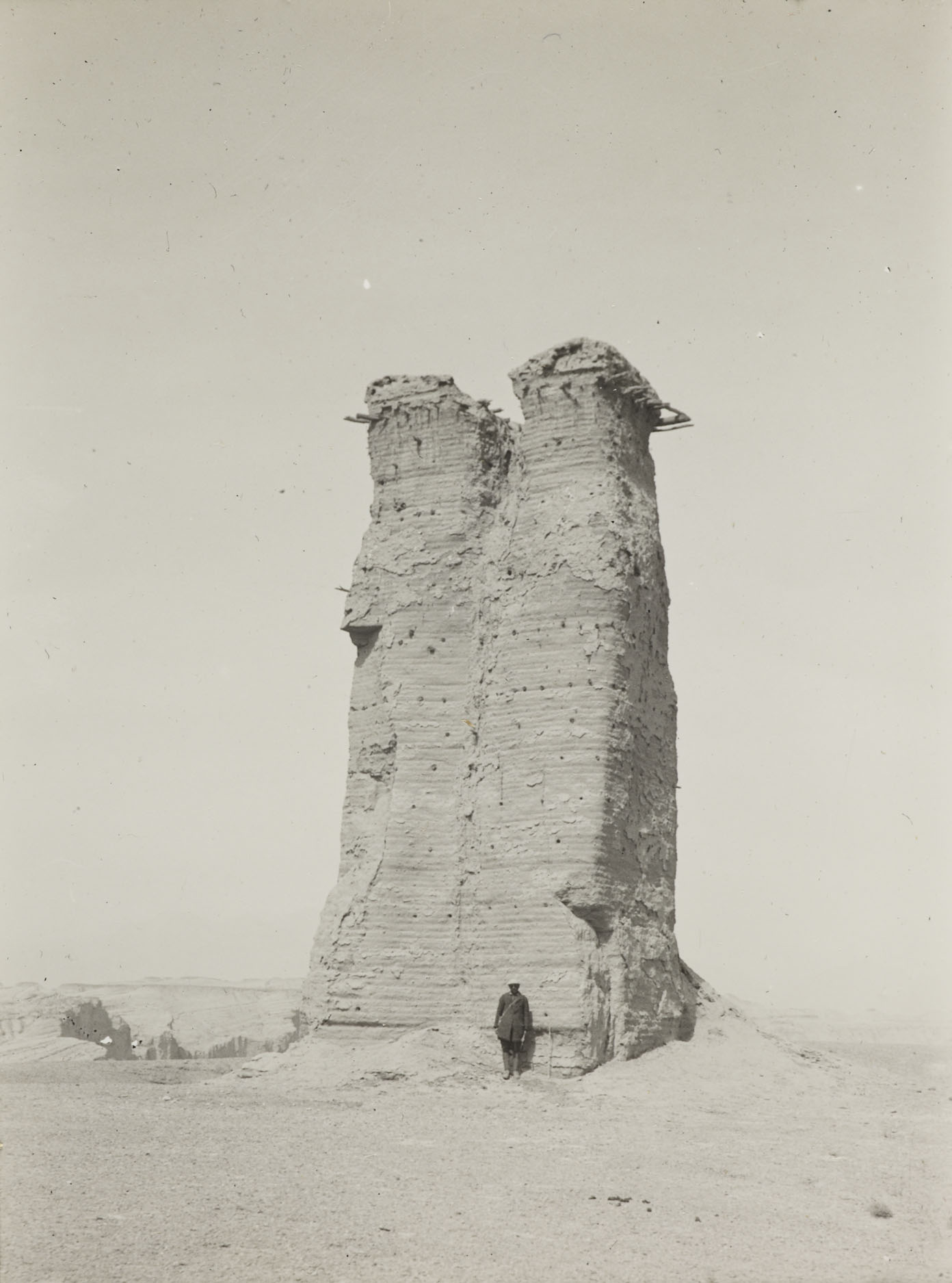
De historische toren van Kucha

In de annalen gaat de lof naar Gar Tongtsen voor het standaardiseren van het administratieve en wetgevingssysteem dat onder Songtsen Gampo was opgezet. In 663 veroverde hij het gebied van de Azha rond Kokonor en werd het nu definitief aan het rijk toegevoegd.
In die tweede helft van de zevende eeuw voltrekt de expansie van het Tibetaanse rijk zich met een grote snelheid. Rond 670 werd het gebied rond Kashgar gecontroleerd en waren stadstaten als Khotan en Kucha veroverd. Het kanaat van de Westelijke Turken, een van de opvolgers van het rijk van de Göktürken was tot een Tibetaanse vazalstaat gemaakt.
Er is een manuscript bewaard gebleven over de verovering van Khotan door Tibetaanse troepen,  Het Onderzoek van Vimalaprabha .  Het is illustratief voor de zeer geringe invloed die het boeddhisme in die tijd nog op Tibetanen had.
Khotan was in de zevende eeuw al eeuwen een stadstaat met een sterk dominant boeddhistische cultuur. In het manuscript is een heldin, die de elite en bevolking van Khotan oproept weerstand te bieden en vooral de boeddhistische heiligdommen te beschermen. Dat is vergeefs, want het manuscript beschrijft ook de volledige vernietiging van boeddhistische kloosters en stoepas met de daarin aanwezige relieken door de Tibetaanse troepen.  In de tekst van het manuscript spreekt de Boeddha zelf uit, dat de Tibetanen  de perverse ambitie hebben zijn religie te vernietigen .

## Bestuurlijke organisatie van het rijk

De vier Hoorns van Centraal-Tibet aan het eind van de zevende eeuw. Voor uitleg van de kaart, zie

Een zeer belangrijke ontwikkeling in deze periode was de bestuurlijke organisatie van het rijk. 
Voor het jaar 654 meldden de annalen dat er een  begin was gemaakt met de administratieve ordening en het beschrijven van  de bevolking door hen te verdelen in mannen die  militaire dan wel burgerlijke taken dienen te verrichten. 
Deze verdeling was de eerste administratieve beslissing in het organiseren van de staat.
Er was daarnaast een territoriale verdeling van Tibet in  Drie Hoorns ( Midden, Rechts en Links, zoals gezien vanuit het noorden. De Rechter Hoorn is dus ten westen van de Midden Hoorn). Dit werden later vier Hoorns. Globaal vormden die gezamenlijk het gebied van  Centraal-Tibet. Iedere Hoorn was verdeeld in districten van  duizend huishoudens. Deze districten vormden de basis voor  administratieve maatregelen op burgerlijk en militair gebied. Daarnaast werd een instituut opgericht, de Conferentie , een orgaan dat minstens tweemaal per jaar vergaderde. Het wordt in de annalen voor het eerst in 673 genoemd. Het is niet duidelijk, welke functionarissen wel of niet deel uitmaakten van het instituut. Het is wel helder, dat alle belangrijke  administratieve, economische en fiscale maatregelen in dit orgaan werden voorbereid.

## Huwelijk en opvolging
Al voor de periode van het Tibetaanse rijk bestond er een gebruik, waarbij een aantal van de belangrijkste clans steeds in een rotatiesysteem een vrouw konden leveren aan de koning die bestemd was een troonopvolger te baren. In de  Oude Tibetaanse kroniek worden vanaf de periode van Totori Nyantsen ( r.vijfde eeuw ) de vrouwen vermeld, die de troonopvolger baarden met de naam van de clan waar zij uit afkomstig waren.
In het geval van Mansong Mangtsen was dat de vrouw die later Tri Malö zou worden genoemd, (Wylie: Khri-ma-lod-Khrl-steng} van de clan van de Bro. Die zou in de periode 705-712 na de dood van hun zoon Tridu Songtsen (676-704) de belangrijkste machtsfactor in het Tibetaanse rijk zijn.